# Matilda Ellen Bishop
Matilda Ellen Bishop, née le 12 avril 1842 à Tichborne, dans le Hampshire, et morte le 1er juillet 1913 à Londres, est la première principale du Royal Holloway College de l'université de Londres.

## Biographie
Matilda Bishop est la fille du pasteur anglican Alfred Caesar Bishop et de son épouse Lucy Wedderburne. Elle fait ses études dans une école pour jeunes filles de Brighton, où une partie de sa formation consiste à apprendre par cœur des passages de la Bible. Elle enseigne à l'école du dimanche dès l'âge de onze ans et prend des cours de français avec une professeure particulière. À seize ans, elle est envoyée se former au Queens College, à Harley Street, Londres, où elle suit les cours de littérature et d'histoire de Frederick Denison Maurice, le fondateur du collège.
Elle tient la maison de son père, depuis la mort de sa mère jusqu'au remariage de ce dernier, puis devient enseignante à partir de 1875 à l'Oxford High School. Elle est nommée adjointe, puis dirige l'école, de 1879 à 1887. Elle est remplacée par Lucy Soulsby en 1887.
« Miss Bishop » est la première principale du Royal Holloway College, lors de son ouverture en 1887. Le fondateur, le philanthrope Thomas Holloway, avait stipulé que la principale devait être une femme célibataire ou une veuve sans enfants, âgée de moins de 40 ans, mais il avait révisé ses exigences à la baisse devant la difficulté à trouver une candidate,.
Elle est notamment chargée de proposer les candidates éligibles à des bourses. Elle fait les entretiens de recrutement des premières enseignantes. Elle encourage les étudiantes à passer les examens d'Oxford, bien que cette université n'ait admis les femmes à ses diplômes qu'en 1920. Cependant, les étudiantes préparent également l'examen d'entrée de l'université de Londres qui décernait des diplômes aux femmes depuis 1878. Elle souhaite que le collège devienne un collège constitutif de l'université de Londres, ce qui sera établi durant le mandat de sa successeure, Emily Penrose, en 1900, celle-ci devenant membre du Sénat de l'Université de Londres. Lilian Faithfull, qui est durant plusieurs années chargée de cours à Holloway College estime qu'elle est restée directrice d'école plutôt que principale de collège, indiquant son sentiment que « ce n'était pas facile pour elle de cesser d'être la maîtresse d'école et de se rendre compte que si les élèves devaient être transformées d'écolières en femmes, c'était en traitant leur immaturité comme une maturité ».  
Matilda Ellen Bishop démissionne en 1897, au regret des enseignantes et des étudiantes, lorsque les gouverneurs décident d'introduire des services religieux non-conformistes dans la chapelle du collège, un dimanche sur deux. Elle estime en effet que la « vraie religion » est l'anglicanisme, et que les étudiantes protestantes n'ont qu'à assister au culte dans les chapelles des alentours.
En 1899, elle est nommée principale du collège anglican St Gabriel, qui forme les enseignantes à Camberwell. Elle meurt au collège, dans le quartier de Camberwell, à Londres, durant son mandat, en 1913.